# Albert Kalonji
Pour les articles homonymes, voir Kalonji.
Albert Kalonji est un homme politique et homme d'affaires congolais issue de la noblesse Luba, né le 6 juin 1929 à Hemptinne Saint-Benoît près de Luluabourg (aujourd’hui Kananga) au Congo belge et mort le 20 avril 2015  à Mbuji-Mayi. Il a également été élu empereur (Mulopwe) des Baluba. il deviendra ensuite roi du Royaume fédéré du Sud-Kasaï.

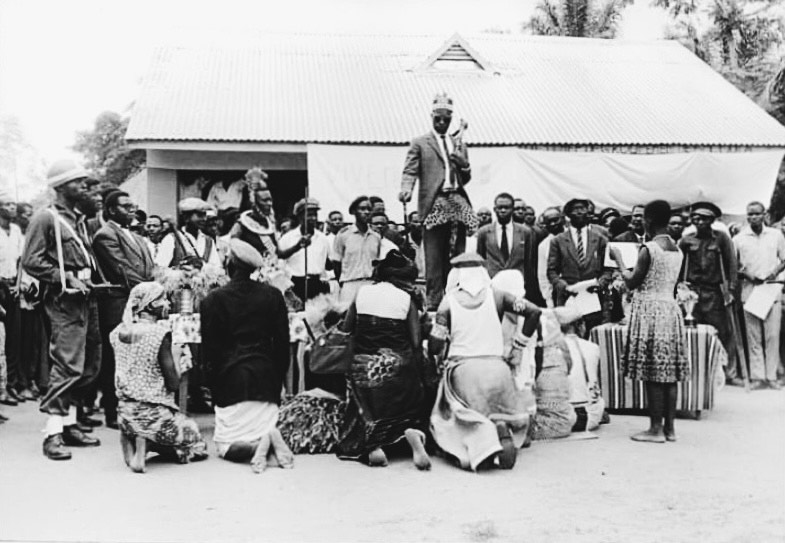
La photo montre l'Empereur Albert Ier lors de son intronisation en tant que Mulopwe du peuple Luba. Debout, en costume et couronné, il est entouré de dignitaires Luba et de fonctionnaires. La noblesse Luba, agenouillée devant lui.

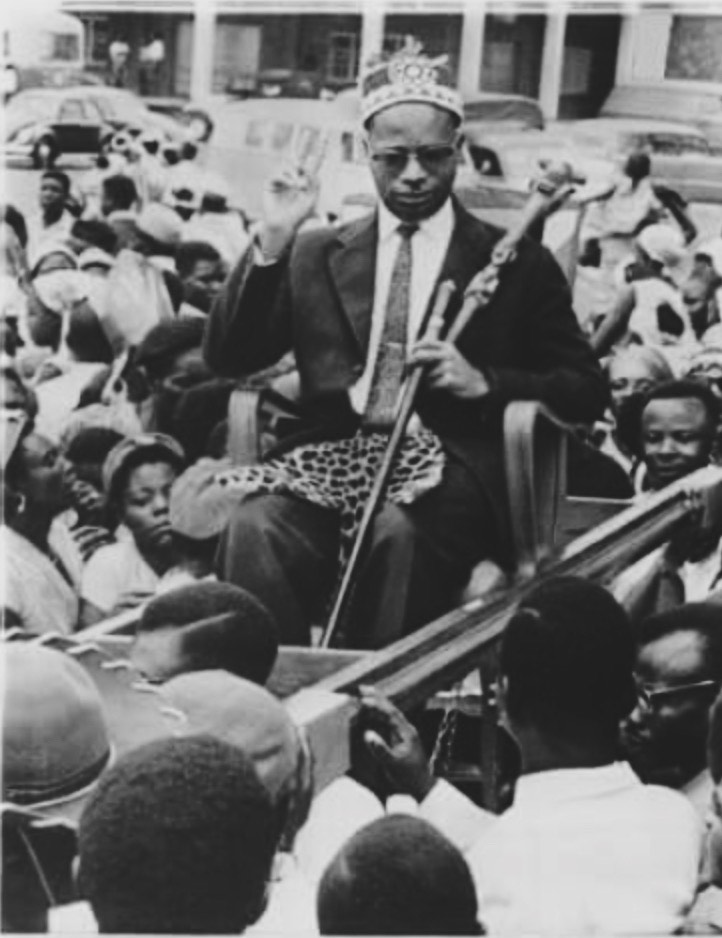
l'Empereur Albert Kalonji lors de son intronisation en tant que Mulopwe des Baluba. portant une couronne et tenant un sceptre, il est assis sur un trône entouré d'une foule nombreuse. Cette scène solennelle illustre un moment clé de la culture Luba.

Cofondateur, avec Patrice Lumumba, du Mouvement national congolais (MNC), il milite avec lui pour l’indépendance du Congo. Des dissensions aboutissent à la scission du MNC en deux branches, connues sous les noms de MNC-Lumumba et MNC-Kalonji. En mars 1960, Albert Kalonji a été élu empereur des Lubas et chef d’État du Sud-Kasaï par les ministres et le peuple kasaian. Albert Kalonji a été couronné par l'église et la tribu luba le 12 avril 1961. Cette indépendance de fait durera jusqu’au mois de septembre 1962.

## Biographie
Albert Kalonji est né le 6 juin 1929 à Hemptinne Saint-Benoît (actuellement Bunkondo) près de l'actuelle Kananga.
Il est diplômé assistant agronome en 1948.
En 1951, il est engagé à la colonie en qualité d'assistant agricole. Il devient expert-comptable auprès du tribunal de Luluabourg.
En 1957, il siège au Conseil provincial du Kasaï.
Il est invité à Bruxelles pour l'Exposition universelle de 1958. La même année, il adhère au Mouvement national congolais.
En 1959, il ouvre au Kasaï un cabinet fiscal. Il devient membre du Conseil de législation. Condamné en août 1959 pour « incitation à la haine raciale » (conflit Lulua - Baluba), il est envoyé en relégation à Kole, pour être ensuite libéré.
Toujours cette année, il est élu président du MNC-Kalonji.
Il participe, en 1960, à la Table ronde belgo-congolaise. Élu député national en juin, il est pressenti comme ministre avant d'être écarté par Patrice Lumumba. En août, il devient président de l'État autonome du Sud-Kasaï.
Proclamé « roi du Sud-Kasaï » (sous le nom d'Albert Ier) en 1961, il dissout le gouvernement et opte pour le titre de mulopwe = empereur du « Royaume fédéré du Sud-Kasaï ».
En septembre 1962, Albert Kalonji est renversé lors d'un coup d'État militaire (instigué par son premier ministre, Joseph Ngalula). Il s'exile alors 18 mois en Espagne.
Il est ministre de 1964 à 1965 sous Moïse Tshombe. Il quitte le gouvernement peu avant le coup d'État de Mobutu.
En 1980, il intègre le parti unique de Mobutu (le Mouvement populaire de la Révolution).
En 2008, les Baluba du Kasaï lui rendent hommage pour ses 80 ans.
Albert Kalonji meurt le 20 avril 2015 à Mbuji-Mayi, à l'âge de 85 ans. Il est enterré dans le village de Katende (Territoire de Miabi),.

## Bibliographie

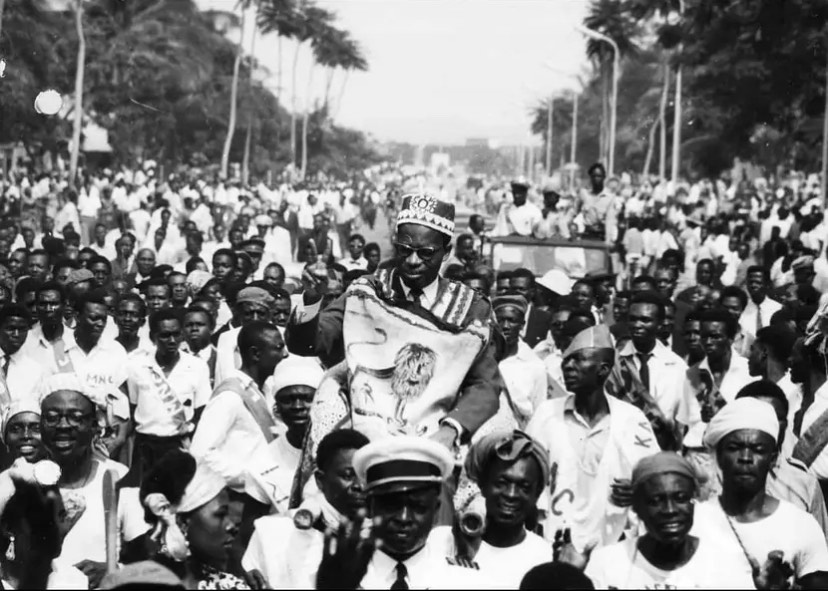
l'Empereur Albert Kalonji Mulopwe des Baluba. Vêtu d'un costume, portant une couronne, il est assis sur un trône entouré d'une foule nombreuse.